# Arnulf von Chocques
Arnulf Malecorne von Chocques (oder von Rohes; † 1118) war ein führender Kleriker während des Ersten Kreuzzugs und Lateinischer Patriarch von Jerusalem 1099 und von 1112 bis 1118.
Vor dem Ersten Kreuzzug war Arnulf Lehrer der Cäcilia, Tochter des Königs Wilhelm I. von England. Während des Kreuzzugs war er der Kaplan der von Robert von der Normandie, Cäcilias Bruder und Wilhelms Sohn, angeführten Normannen. Er war wahrscheinlich Apostolischer Legat unter der Befehlsgewalt des Adhemar de Monteil, des Bischofs von Le Puy-en-Velay. Nach Adhemars Tod 1098 teilte er sich die Kontrolle der Kleriker mit seinem Kollegen Peter von Narbonne. Einige der nichtnormannischen Ritter in den Kreuzfahrerarmeen hielten ihn für korrupt, man sang sogar vulgäre Lieder über ihn, die meisten Kreuzfahrer respektierten ihn jedoch als wortgewaltigen Prediger.
Er war einer der größten Skeptiker bezüglich Peter Bartholomäus’ Anspruch, die Heilige Lanze in Antiochia entdeckt zu haben, weswegen Peter sich erbot, sich einer Feuerprobe zu unterziehen. Sein Widerstand brachte ihn in Gegensatz zu Raimund IV. von Toulouse, der Peters Darstellung glaubte. 
Um die Krise unter den Kreuzfahrern zu diesem Thema zu lindern und auch, um die Moral nach Peters Tod in der Feuerprobe zu heben, ließ Arnulf eine Christusstatue anfertigen, die während der Belagerung Jerusalems (1099) auf einer der Belagerungsmaschinen montiert wurde. Nach der Eroberung der Stadt entdeckte er das Heilige Kreuz unter der Grabeskirche – eine Entdeckung, die nicht so kontrovers diskutiert wurde wie die der Heiligen Lanze, aber dennoch genauso verdächtig war: Arnulf könnte versucht haben, die Probleme, die er mit seinen Zweifeln an der Heiligen Lanze heraufbeschworen hatte, durch das Heilige Kreuz vergessen zu machen. Das Kreuz wurde die heiligste Reliquie des Königreichs Jerusalem.
Nachdem Raimund Jerusalem verlassen hatte, wurde Arnulf am 1. August 1099 zum Patriarchen von Jerusalem gewählt. Er wurde von Gottfried von Bouillon unterstützt, dem ersten Regenten des neuen Staates, und unterstützte im Gegenzug Gottfried bei seiner Entscheidung, Jerusalem zu einem weltlichen Staat zu machen, anstatt ihn vom Klerus regieren zu lassen. Jedoch wurden bald Zweifel an der kanonischen Natur seiner Wahl laut, da er nicht einmal Diakon war. Bevor er geweiht werden konnte, wurde er im Dezember durch den von Papst Paschalis II. als Legaten geschickten Dagobert von Pisa ersetzt und stattdessen zum Erzdiakon von Jerusalem eingesetzt. Aus dieser Position intrigierte er wiederholt gegen Dagobert und nahm Einfluss auf das Verfahren, das 1102 zur Absetzung Dagoberts führte.
1112, nach dem Tod des Patriarchen Ghibelin von Arles wurde er offiziell Patriarch von Jerusalem, obwohl viele der anderen Kleriker ihm misstrauten und ihn für unnötig rau hielten. Er war insbesondere bei den griechisch-orthodoxen und den syrisch-orthodoxen Christen unbeliebt, als er die Messen in der Grabeskirche auf lateinisch-westliche Christen beschränkte. 1115 wurde er wegen sexueller Beziehungen zu einer Muslimin angeklagt und auch kurzzeitig abgesetzt, kehrte aber wieder auf den Bischofsstuhl zurück und blieb Patriarch bis zu seinem Tod.
Arnulf verheiratete seine Nichte Emma an Eustach Garnier, den Herren von Caesarea und Sidon.